# ウクライナ建築民俗博物館

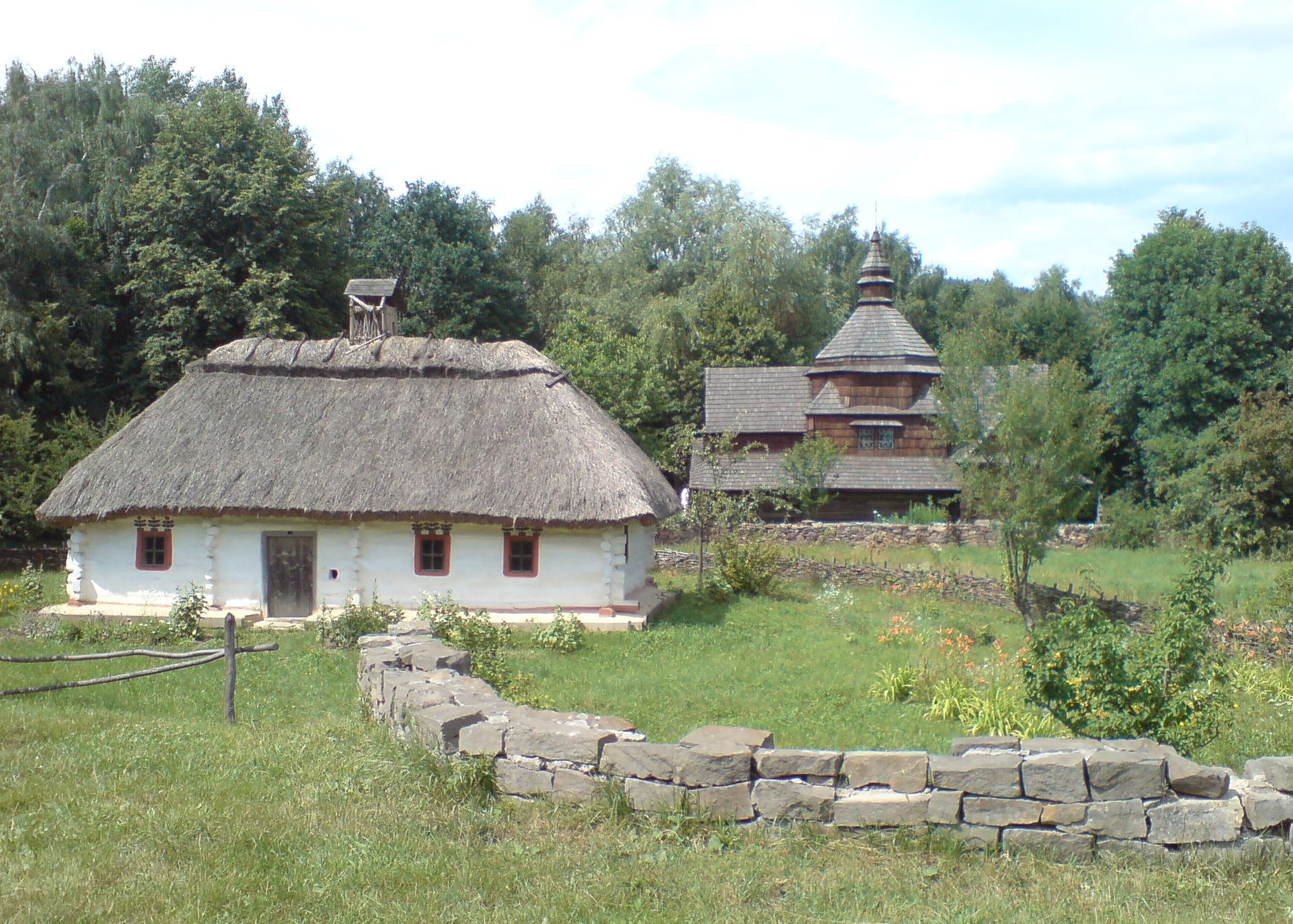
ポジーリャ地方の民家と教会

ピロヒウ野外博物館（ピロヒウやがいはくぶつかん、Національний музей народної архітектури та побуту України、英語: National Museum of Folk Architecture and Folkways of Ukraine）は、ウクライナの首都キーウのホロシーイウ区、ピロヒウ村に位置する野外博物館。現地では「ムゼイ・ピロヒウ」（Музей Пирогово）や「ピロヒウ野外博物館」（Музей просто неба в Пирогові）として知られ、正式名称は「ウクライナ国立民俗建築・生活博物館」。1969年に設立、1976年に開館し、133.5ヘクタールの敷地にウクライナの伝統的な建築（約300棟）と文化的遺物（約7万点）を展示する。ウクライナの6つの歴史的・民族誌的地域（ポリーシャ、カルパチアなど）の生活文化を再現し、スカンセン型の博物館として国内外で知られる。

## 概要
ピロヒウ野外博物館は、ウクライナの民俗文化と建築を保存・展示する国立博物館で、キーウの南郊、ピロヒウ村に位置する。敷地面積は約133.5ヘクタールで、17世紀から20世紀初頭のウクライナの農村建築（民家、教会、風車など）や生活用品（織物、陶器、農具）が地域ごとに展示される。年間を通じて民俗行事（収穫祭、伝統工芸の実演）や教育プログラムが開催され、観光客や研究者に人気がある。

## 歴史
1960年代、ソビエト連邦下でウクライナの文化遺産保護が重視され、歴史家のピョートル・トロンカ（Петро Тронько）の主導で博物館の設立が計画された。1969年に正式設立、1976年に一般公開された。ウクライナ独立後（1991年以降）、博物館はウクライナの国家アイデンティティ強化の場として役割を拡大。2022年ロシアのウクライナ侵攻では、キーウの文化財保護が課題となり、ウクライナPENなどが支援を呼びかけた。

## 展示
博物館は、ウクライナの6つの歴史的・民族誌的地域（ポリーシャ、カルパチア、ポジーリャ、中央ドニプロ地方、スロボダ・ウクライナ、南ウクライナ）に基づき展示を構成。各地域の伝統的な建築（木造民家、教会、風車、学校）と生活用品（衣装、道具、工芸品）が再現される。主な展示：
- ポリーシャ：湿地帯の木造家屋と漁業道具。
- カルパチア：フツル人の高床住居と織物。
- ポジーリャ：土壁の民家と陶器（写真参照）。
- 中央ドニプロ地方：コサックの家と農具。
- 民俗行事：収穫祭、結婚式の再現、伝統音楽の実演。

約7万点の収蔵品には、刺繍、陶器、金属工芸品が含まれ、ウクライナの民族文化を多角的に紹介する。

## 戦争の影響
2022年ロシアのウクライナ侵攻では、キーウ近郊の文化施設として被害リスクが懸念された。ウクライナ文化・戦略コミュニケーション省は、博物館の展示品保護とデジタル化を推進。2023年時点で博物館は運営を継続し、ウクライナの文化抵抗の象徴となっている。

## アクセス
- 所在地：ウクライナ、キーウ、ホロシーイウ区、ピロヒウ村、Vulytsia Akademika Tronka。
- 交通：キーウ中心部からバス（路線172、156）またはタクシーで約30分。地下鉄テレムキー駅からシャトルバスあり。
- 開館時間：通年（冬季は一部閉鎖）。詳細は公式サイト参照[7]。

## 画廊

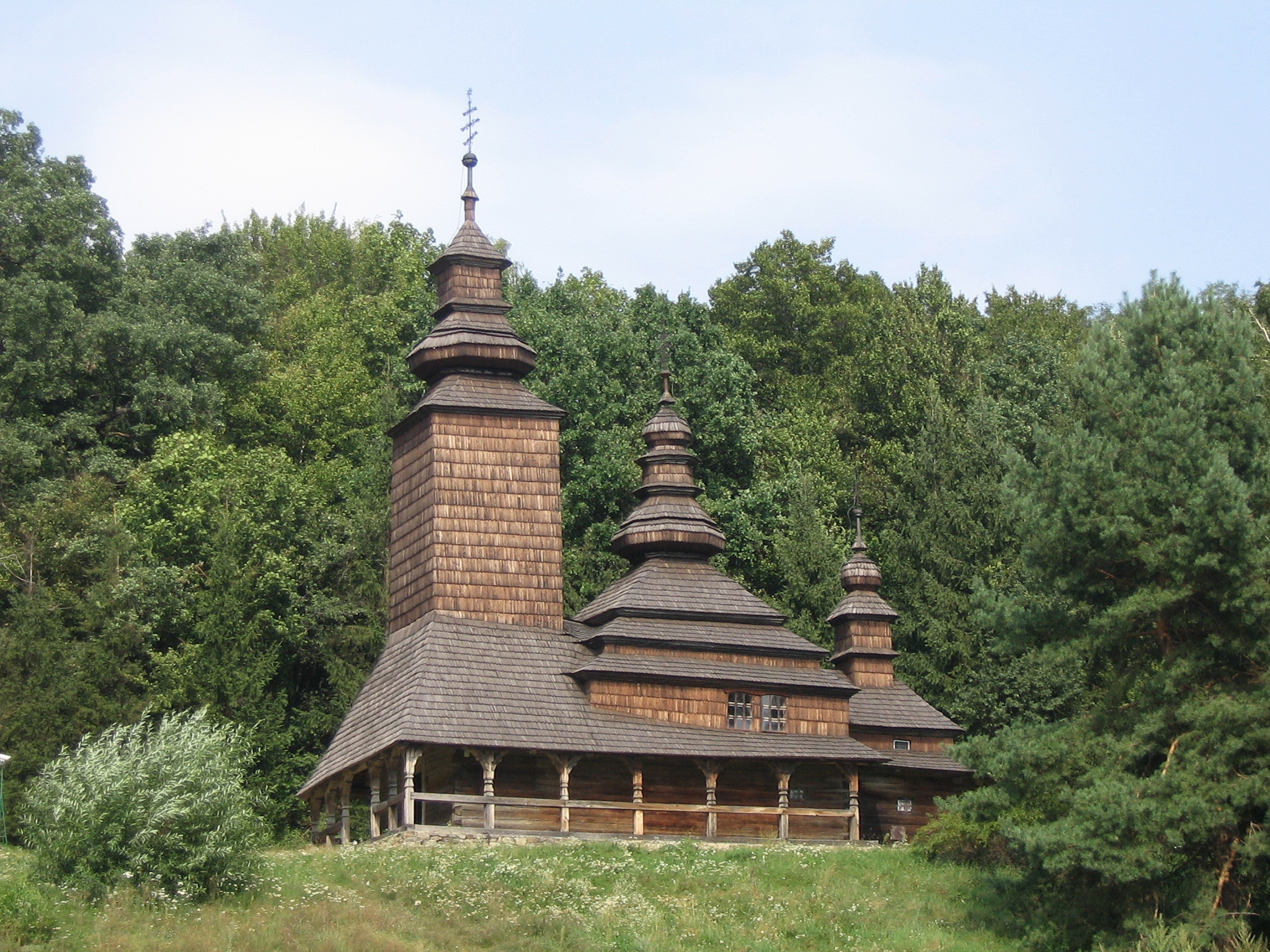
教会（カルパチア地域、カノラ村出身）
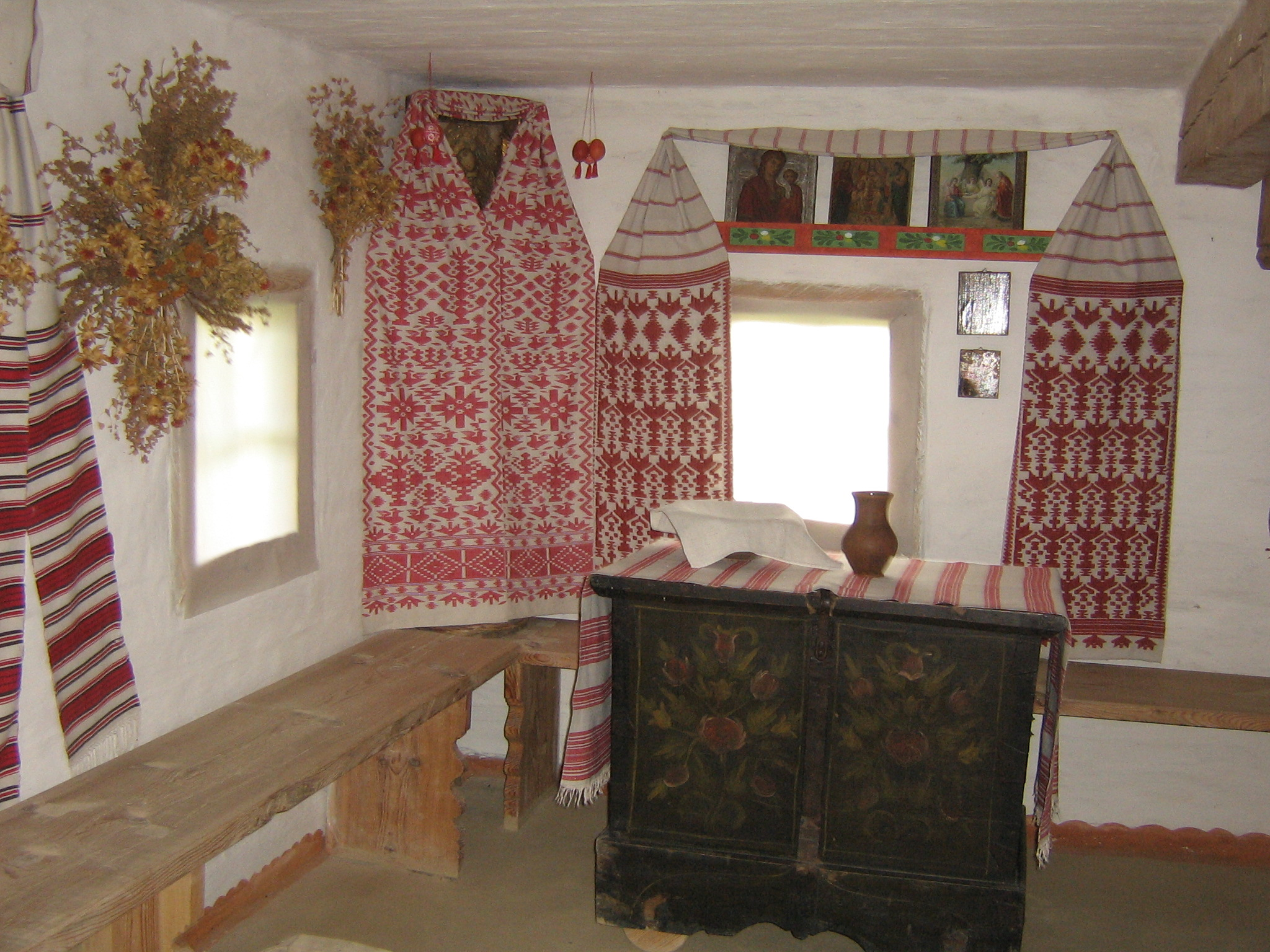
民家の内部（中央ドニプロ地方）
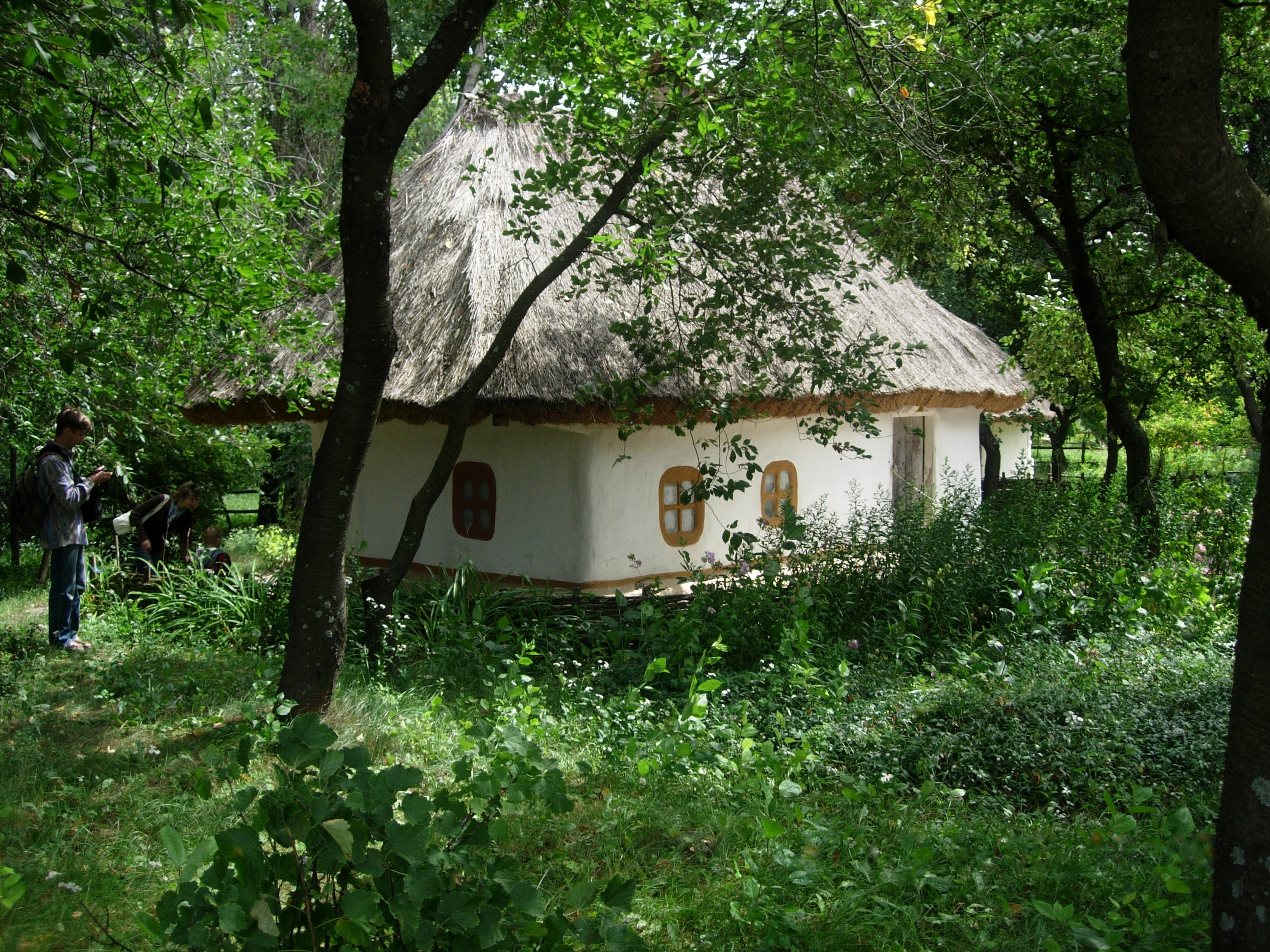
民家（ポジーリャ地域）